# Simei Ihily

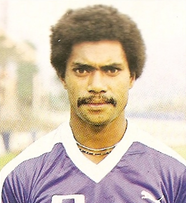
Fußballer Simei Ihily.

Simei Ihily (* 10. April 1959 in Lifou) ist ein ehemaliger französischer Fußballspieler.

## Karriere
Der aus dem französischen Überseegebiet Neukaledonien stammende Spieler wurde 1978 in den Kader des französischen Erstligisten SEC Bastia aufgenommen, der in der Vorsaison im UEFA-Pokalfinale gestanden hatte. Dennoch konnte sich der Neuankömmling in der Mannschaft etablieren und verdrängte Jean-Marie De Zerbi auf die Ersatzbank. Die darauffolgenden Jahre waren vom Weggang vieler Leistungsträger geprägt, was für Ihily zwar einen sicheren Stammplatz bedeutete, den Verein 1980 jedoch auch an den Rand eines Abstiegs brachte. 
Trotz eines mäßigen Abschneidens in der Liga gelang dem Team der Einzug ins Pokalfinale 1981; Ihily stand in dem Endspiel auf dem Platz und gewann dank eines 2:1-Sieges gegen die AS Saint-Étienne den ersten Titel seiner Laufbahn. In den Jahren danach blieb er seinem Klub treu und lief in der Spielzeit 1982/83 in allen 38 Ligapartien auf; nachdem er mit Bastia 1985 abgestiegen war, entschied er sich  dazu, den korsischen Verein zu verlassen.
Zur Saison 1985/86 unterschrieb er beim Zweitligakonkurrenten Olympique Nîmes, wo er einen Stammplatz innehatte, bis er sich nach einigen Wochen eine schwerwiegende Verletzung zuzog. Zwar schaffte er die Rückkehr, doch konnte er sich nicht gänzlich von den Folgen der Verletzung erholen; angesichts dessen fällte er 1987 mit 28 Jahren die Entscheidung, seine Laufbahn zu beenden. Im Anschluss daran kehrte er in seine neukaledonische Heimat zurück und ergriff den Beruf des Sportlehrers.